# Tipula (Trichotipula) guasa
Tipula (Trichotipula) guasa is een tweevleugelige uit de familie langpootmuggen (Tipulidae). De soort komt voor in het Nearctisch gebied.